# زاوية سيدي عبد الرحمن الثعالبي (الجزائر)
زاوية سيدي عبد الرحمن الثعالبي أو زاوية قصبة الجزائر هي إحدى الزوايا في الجزائر الواقعة في بلدية قصبة الجزائر بدائرة باب الوادي ضمن ولاية الجزائر وجبال ساحل الجزائر، والتابعة لمنهاج الطريقة القادرية.

## التسمية
تم اختيار اسم العلامة سيدي عبد الرحمن الثعالبي ليُطلق على هذه الزاوية، حيث أنه وُلِد في منطقة مدينة خميس يسر ما بين جبال الخشنة وجبال جرجرة منتصف القرن 14 ودرس ببجاية ثم انتقل إلى عدد من البلدان الإسلامية لطلب العلم واستقر بتركيا حيث طلب العلم لعدد من السنوات.
وعاد بعد ذلك إلى تونس ومنها إلى مدينة الجزائر حيث استقر ودرس بها وتخرج العديد من العلماء على يده.
وألف العديد من الكتب ليعين بعد ذلك حاكما عاما على مدينة الجزائر في إمارة الثعالبة نظرا لمكانته العلمية الكبيرة وتوفي أواخر القرن 15 حيث دفن بقصبة الجزائر أين لا يزال ضريحه موجودا إلى حد اليوم.
وكان قد أسس في قصبة الجزائر هذه الزاوية وفق الطريقة القادرية قصد تزكية المريدين والسالكين.

## الضريح

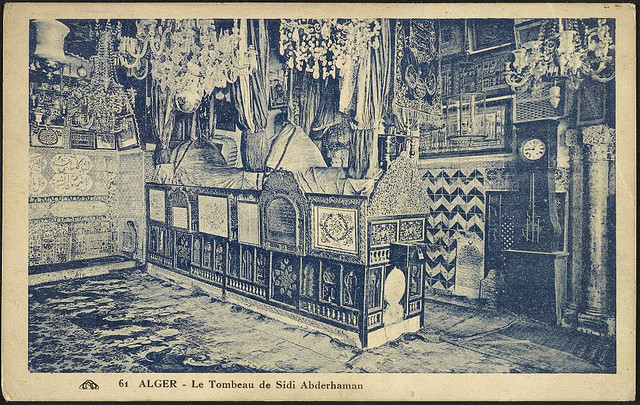
ضريح سيدي عبد الرحمن الثعالبي

حينما توفي سيدي عبد الرحمن الثعالبي خلال عام 1471م الموافق لعام 875هـ، تم دفنه في حجرة داخل زاويته.
وتم بناء ضريح خاص به مباشرة بعد وفاته لحماية قبره من أي ضرر مترتب عن توافد الزوار والمتبركين والمتوسلين.
وكانت منطقة الجزائر تابعة آنذاك لحكم الدولة الزيانية التي عاصمتها تلمسان.
وتميزت هذه الفترة بحكم أبو عبد الله محمد المتوكل على الله ثم أبو تاشفين بن المتوكل من أسرة أولاد زيان.
وأصبح ضريح سيدي عبد الرحمن الثعالبي منذ عام 1471م مقصدا لسكان التيطري ومتيجة من أجل التوسل به.
واستمرت زاويته في التعليم والتربية والتزكية بعد وفاته معتمدة على الطريقة القادرية وميراث سيدي عبد الرحمن الثعالبي من المؤلفات والبركات والأسرار.

## سقوط الأندلس

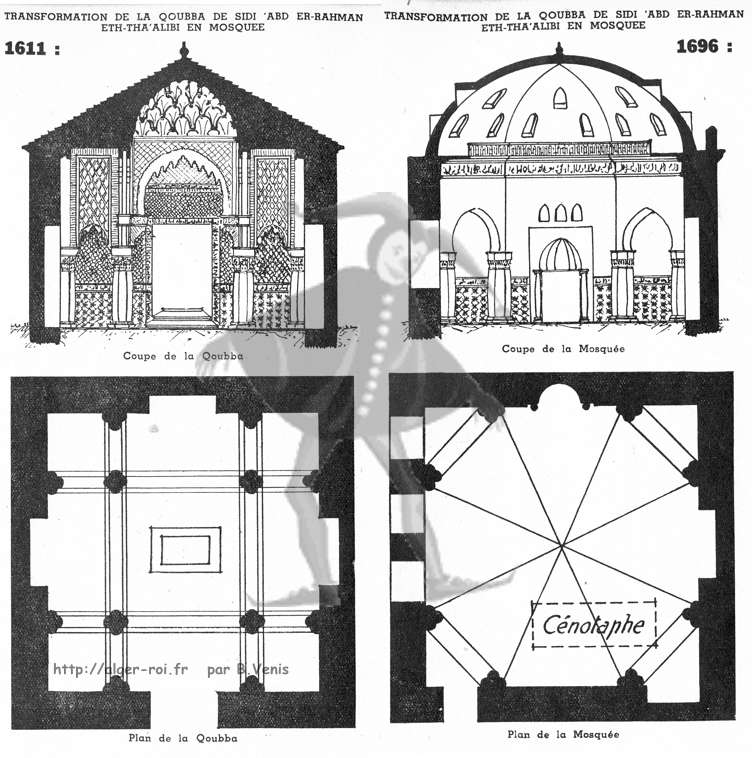
ضريح سيدي عبد الرحمن الثعالبي

ازدهرت زاوية سيدي عبد الرحمن الثعالبي بعد سقوط الأندلس بعد سنة 1492م مع توافد المورسكيين إلى سواحل شمال أفريقيا بعد طردهم من إسبانيا، وكان حاكم القصبة آنذاك هو سالم التومي.
وكان الأندلسيون دائمي التأثر والاتصال بهذه الزاوية، إذ كانت حركة العلماء لا تنقطع، فكان هناك من يغادر الجزائر للإقامة في الأندلس، كما كان علماء الأندلس يقصدون شبه الجزيرة العربية لأداء فريضة الحج فيتصلون بالمتصوفة في مكة والمدينة، ويمرون بقصبة الجزائر في طريقهم للتباحث مع علماء ومتصوفة العراق وبلاد الشام.
وكانت الطريقة القادرية من أهم الطرق الصوفية المنتشرة في الأندلس وشمال أفريقيا والعراق آنذاك.

## إيالة الجزائر
احتفى بايلربايات الجزائر بالمريدين الذين يقصدون زاوية سيدي عبد الرحمن الثعالبي طوال حكمهم من 1515م إلى غاية 1587م تحت سلطة إيالة الجزائر.
وقام أحد باشوات الجزائر (1587م-1659م) بإعادة بناء وتوسيع الزاوية خلال عام 1621م مع استبدال المعمارية المغربية المعتمدة على القرميد بعمارة عثمانية معتمدة على القباب.
وكان حكام إيالة الجزائر يدعمون مريدي الطريقة القادرية بالحماية والتمويل والتبرك.
ذلك أن الالتزام بالكتاب والسنة، والجدية في سلوك الطريق إلى الله، والاجتماع بالصالحين، وكثرة الذكر لله تعالى، جعلوا الزاوية عامرة وذائعة الصيت.

## توسيع الزاوية

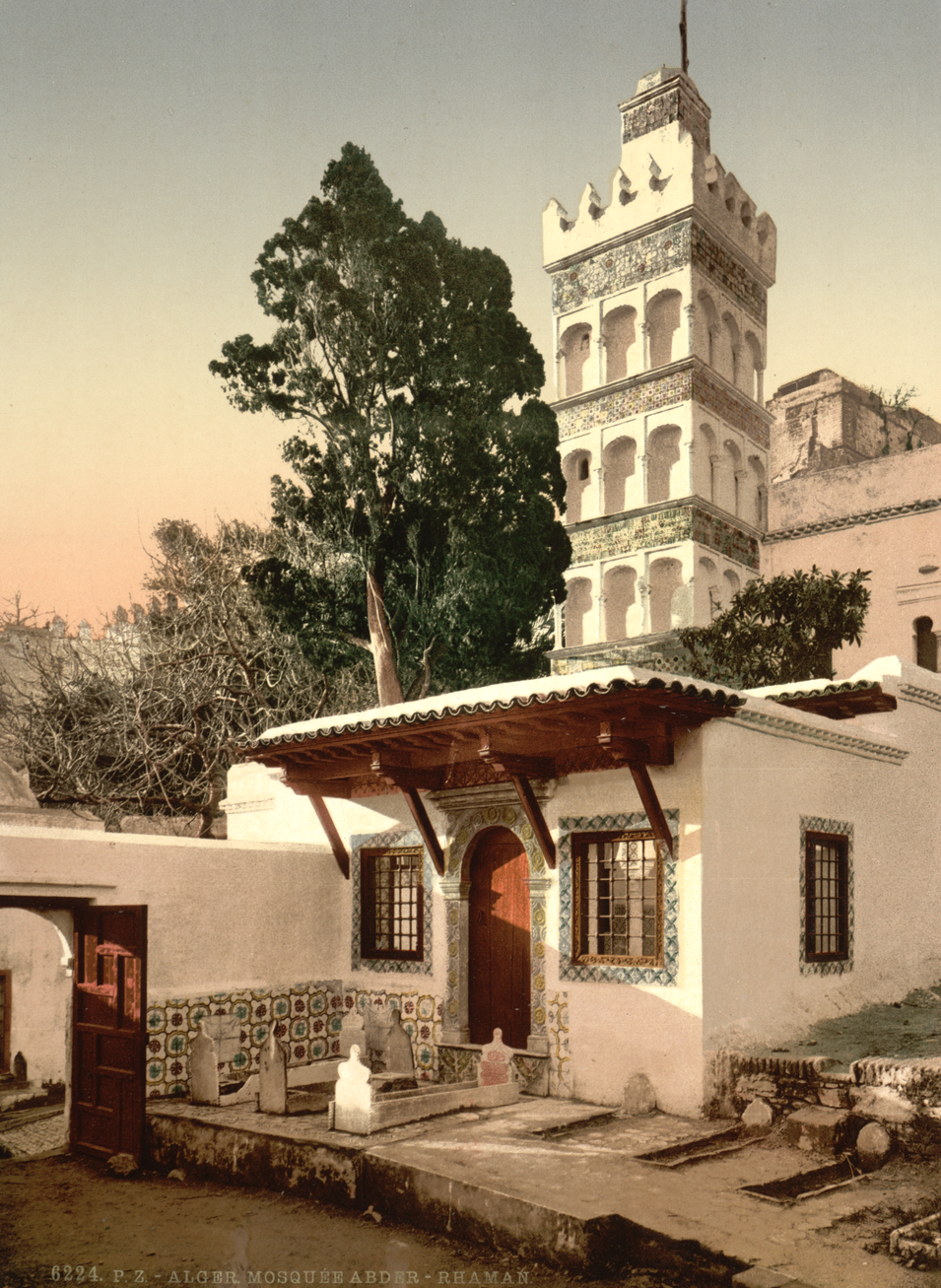
زاوية سيدي عبد الرحمن الثعالبي

قام داي الجزائر المدعو الحاج أحمد الأتشي بإعادة بناء وتوسعة زاوية سيدي عبد الرحمن الثعالبي خلال عام 1696م.
وفور استلامه الحكم سنة قبل ذلك في 1695م باشر هذا الداي خدمة المريدين القادريين مثل سابقيه من الباشاوات والآغاوات والدايات.
فقام ببناء مئذنة مربعة الأساس داخل حرم الزاوية، كما أمر بتجديد المحراب.

## الحضرة
كان دايات الجزائر يدعمون تنظيم الحضرة داخل زاوية سيدي عبد الرحمن الثعالبي بشكل منتظم.
ذلك أن الانكشاريين المتواجدين بكثرة آنذاك في قصبة الجزائر كانوا يغشون مجالس الحضرة والأذكار الجماعية والحزب الراتب والسلكة التي كان يؤديها المسلمون القادريون المنتمون لهذه الطريقة الصوفية السنية.
وكانت الحضرة تذكرهم بأجواء الطريقة المولوية في الأناضول حيث يكون على رأسها شيخ عارف بالطريقة ينبه على كل ما من شأنه أن يشوش إمكان الوصول إلى لحظة الصفاء.

## المقبرة
تم إنشاء مقبرة سيدي عبد الرحمان الثعالبي بجانب الزاوية خلال عام 1490م.
ثم أُجْرِيَتْ توسعتها وتهيئتها أثناء سلطة إيالة الجزائر من طرف أتراك الجزائر.

## زيارة الشخصيات

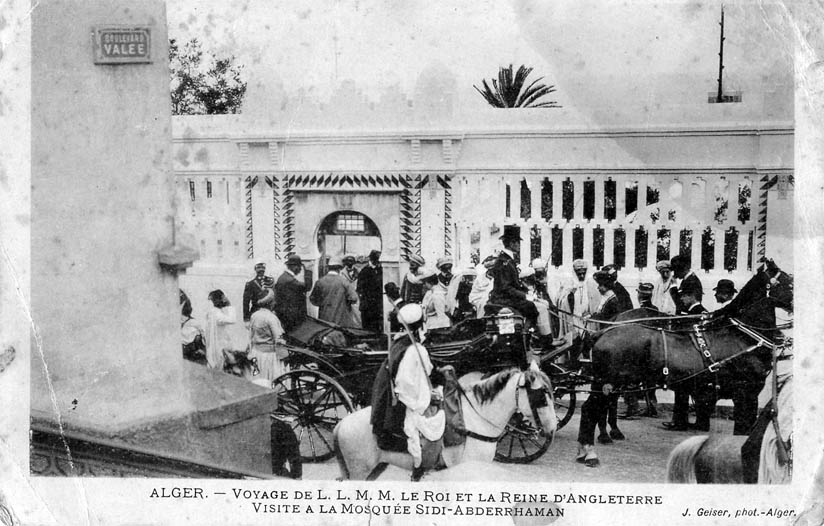
الملكة فكتوريا في زاوية سيدي عبد الرحمن الثعالبي

كان زوار مدينة الجزائر لا يتأخرون عن التوجه إلى زاوية سيدي عبد الرحمن الثعالبي مهما كانت بلدانهم أو دياناتهم.
فقامت الملكة فكتوريا مع زوجها الأمير ألبرت بزيارة الزاوية أثناء وجودهما في الجزائر.
وأهدت هذه الملكة البريطانية بالمناسبة ثريا لتزيين قاعات الزاوية.
كما قَدِمَت الملكة أميلي من البرتغال لزيارة هذا المعلم الديني والتاريخي في قصبة الجزائر.
وكان من بين الزوار أوسكار الأول ملك السويد، وكذلك إدوارد السابع ملك المملكة المتحدة، ثم الملكة ألكسندرا من الدنمارك، والرئيس الفرنسي ألكسندر ميلران خلال عام 1922م.

## أعلام الزاوية
- سيدي عبد الرحمن الثعالبي
- سيدي واضح
- سيدي هلال
- سيدي دادة
- سيدي فليح

### مواضيع ذات صلة
- المرجعية الدينية الجزائرية
- وزارة الشؤون الدينية الجزائرية
- المجمع الفقهي الجزائري
- الحزب الراتب: الحزاب - الباش حزاب - السلكة - الشيخ - المريد - الورد - الوارد
- الزوايا في الجزائر
- الطريقة الرحمانية
- الاتحاد الوطني للزوايا الجزائرية
- أكاديمية التربية الصوفية
- رابطة علماء وأئمة ودعاة الساحل
- الاتحاد العالمي للطرق الصوفية
- زاوية سيدي أمحمد بن عبد الرحمن الأزهري
- زاوية سي السعدي
- زاوية سيدي بوسحاقي
- زاوية أولاد بومرداس
- زاوية سيدي أعمر الشريف
- زاوية سيدي سالم
- زاوية الحمامي
- زاوية سيدي بوخروبة
- زاوية الهامل
- محمد بن عبد الرحمن الأزهري
- طريقة صوفية
- صوفية
- تاريخ التصوف
- منطقة القبائل
- جبال ساحل الجزائر
- ولاية الجزائر
- دائرة باب الوادي
- بلدية قصبة الجزائر

### فايسبوك
- زاوية سيدي عبد الرحمن الثعالبي  على فيسبوك.

### فيديوهات
- تعريف بزاوية سيدي عبد الرحمن الثعالبي في خميس يسر على يوتيوب
- تعريف بزاوية الهامل على يوتيوب

### وصلات خارجية
- الموقع الرسمي لوزارة الشؤون الدينية والأوقاف الجزائرية
- الموقع الرسمي لولاية بومرداس